# Kapitalförsörjningsförordningen
Kapitalförsörjningsförordningen (2011:210) är en lag som reglerar delar av svenska statens likviditetsstyrning. Förordningen fastställer att myndigheter ska ta upp lån hos Riksgälden till anläggningstillgångar och att rörelsekapital i statens verksamhet finansieras via räntekontokrediter. Förordningen reglerar också hur myndigheters räntekonton och anslagsutbetalningar regleras, under vilka premisser en myndighet får ta emot och disponera icke-statliga medel – exempelvis genom sponsring, hur myndigheters försäljningsinkomster ska disponeras och hur deras avkastningspliktiga kapital ska hanteras.